# Palästinensische Fußballnationalmannschaft der Frauen
Die palästinensische Fußballnationalmannschaft der Frauen ist die Auswahlmannschaft der Palestinian Football Association, die die Palästinensischen Autonomiegebiete auf internationaler Ebene bei Frauen-Länderspielen vertritt.

## Geschichte
Die ersten Planungen zur Gründung einer Frauen-Mannschaft gehen auf das Jahr 2003 zurück. Das erste Spiel fand in der Westasienmeisterschaft 2005 gegen die Auswahl von Jordanien statt und endete mit einer 0:9-Niederlage. Neben weiteren Niederlagen konnte im Laufe des Turniers ein 1:1 gegen den Bahrain erreicht werden. Bei der darauffolgenden Ausgabe 2007 nahm das Team nicht teil.
Der nächste Einsatz der Mannschaft erfolgte bei der Westasienmeisterschaft 2010. Dort belegte die Auswahl mit drei Punkten die aus einem 17:0-Sieg über Kuwait entstanden sind, den zweiten Platz der Gruppe B und kam ins Halbfinale, welches man mit 0:10 gegen Jordanien verlor. Im Spiel um Platz drei gab es eine 0:3-Niederlage gegen den Bahrain. Danach ging es erstmals in die Qualifikation zur Asienmeisterschaft 2010. In der ersten Runde konnte mit drei Punkten nur der vierte Platz belegt werden, jedoch gelang in dieser Qualifikation erstmals ein Sieg der Mannschaft, am 25. April 2009 ein 4:0 über die Malediven. Bei der folgenden Westasienmeisterschaft 2011 ging es mit drei Punkten auf den dritten Platz der Gruppe A.
In der Qualifikation für die Asienmeisterschaft 2014 im Juni 2013 gelang es in der Gruppe D nur einen Punkt aus einem 1:1 gegen die indische Auswahl zu holen. An der Westasienmeisterschaft 2014 nahmen weniger Mannschaften teil. Mit sechs Punkten erreichte die Mannschaft den zweiten Platz. Die einzige Niederlage ging auf den späteren Meister Jordanien zurück. In der Qualifikation für die Asienmeisterschaft 2018 war Palästina der Gastgeber aller Spiele in der Gruppe C, welche im April 2017 stattfanden. Dadurch, dass der Libanon und Guam ihre Teilnahme zurückzogen, bestand die Gruppe nur aus drei Mannschaften. Gegen die verbliebenen Mannschaften aus Thailand und Taiwan vorliegt die Mannschaft.
Bei der Westasienmeisterschaft 2019 gelang mit einem 0:0 gegen die Vereinigten Arabischen Emirate der einzige Punkt aus vier Spielen.

## Turniere

### Olympische Spiele
- 1996 bis 2008: Nicht teilgenommen
- 2012: Nicht qualifiziert
- 2016: Nicht qualifiziert
- 2020: Nicht qualifiziert
- 2024: Zurückgezogen
- 2028: Nicht qualifiziert

### Weltmeisterschaft
- 1991 bis 2007: Nicht teilgenommen
- 2011: Nicht qualifiziert
- 2015: Nicht qualifiziert
- 2019: Nicht qualifiziert
- 2023: Nicht qualifiziert
- 2027: Nicht qualifiziert

### Asienmeisterschaft
- 1975 bis 2008: Nicht teilgenommen
- 2010: Nicht qualifiziert
- 2014: Nicht qualifiziert
- 2018: Nicht qualifiziert
- 2022: Nicht qualifiziert
- 2026: Nicht qualifiziert

### Westasienmeisterschaft
- 2005: Fünfter Platz
- 2007: Nicht teilgenommen
- 2010: Vierter Platz
- 2011: Gruppenphase
- 2014: Zweiter Platz
- 2019: Fünfter Platz
- 2022: Vierter Platz
- 2024: Halbfinale